# Ардуин (король Италии)
Ардуин (итал. Arduino, лат. Arduin; умер 14 декабря 1015) — король Италии (1002—1014), маркграф Ивреи (990—1014), сын графа Помбиа Додо.

## Биография
В 990 году Ардуин стал маркграфом Ивреи. При этом неизвестно, опирался ли он на какие-то родственные права или добился титула при помощи силы. Несмотря на возможно неправомерное присвоение титула маркграфа, ему удалось склонить на свою сторону епископа Петра Комского, назначенного императором Священной Римской империи Оттоном III эрцканцлером Италии.
Через двадцать четыре дня после смерти Оттона III, 15 февраля 1002 года Ардуин был избран королём Италии в церкви Сан-Микеле в Павии и здесь же коронован.
Осенью 1002 года германский король Генрих II Святой послал герцога Оттона Каринтийского с войском в 500 человек в Италию для того, чтобы поддержать своих сторонников и свергнуть Ардуина. Однако в январе 1003 года в сражении при Валсугане (ит.), Оттон Каринтийский потерпел поражение от сторонников Ардуина.
После этого король Генрих II стал постепенно сосредотачивать крупные силы в Регенсбурге. Во второй половине марта 1004 года он выступил в поход на Италию. В это время Ардуин блокировал Веронское ущелье в самом узком месте, тем самым перекрыв подход к Вероне. Для того чтобы выбить оттуда врага Генрих выделил из своей армии две группировки, состоявших из каринтийских отрядов, имевших навык боевых действий в горах. В то время как первая группировка ночью незамеченной расположилась на склонах горы ущелья Бренты, вторая на рассвете ударила фронтом вдоль ущелья. В ходе разгоревшегося сражения солдаты первой группировки, расположившейся на склонах ущелья, ударили во фланги неприятелю, нанесли врагу большие потери и совместно со второй группировкой обратили остатки армии Ардуина в бегство. Так армия германского короля, практически без потерь, подступила к Вероне.

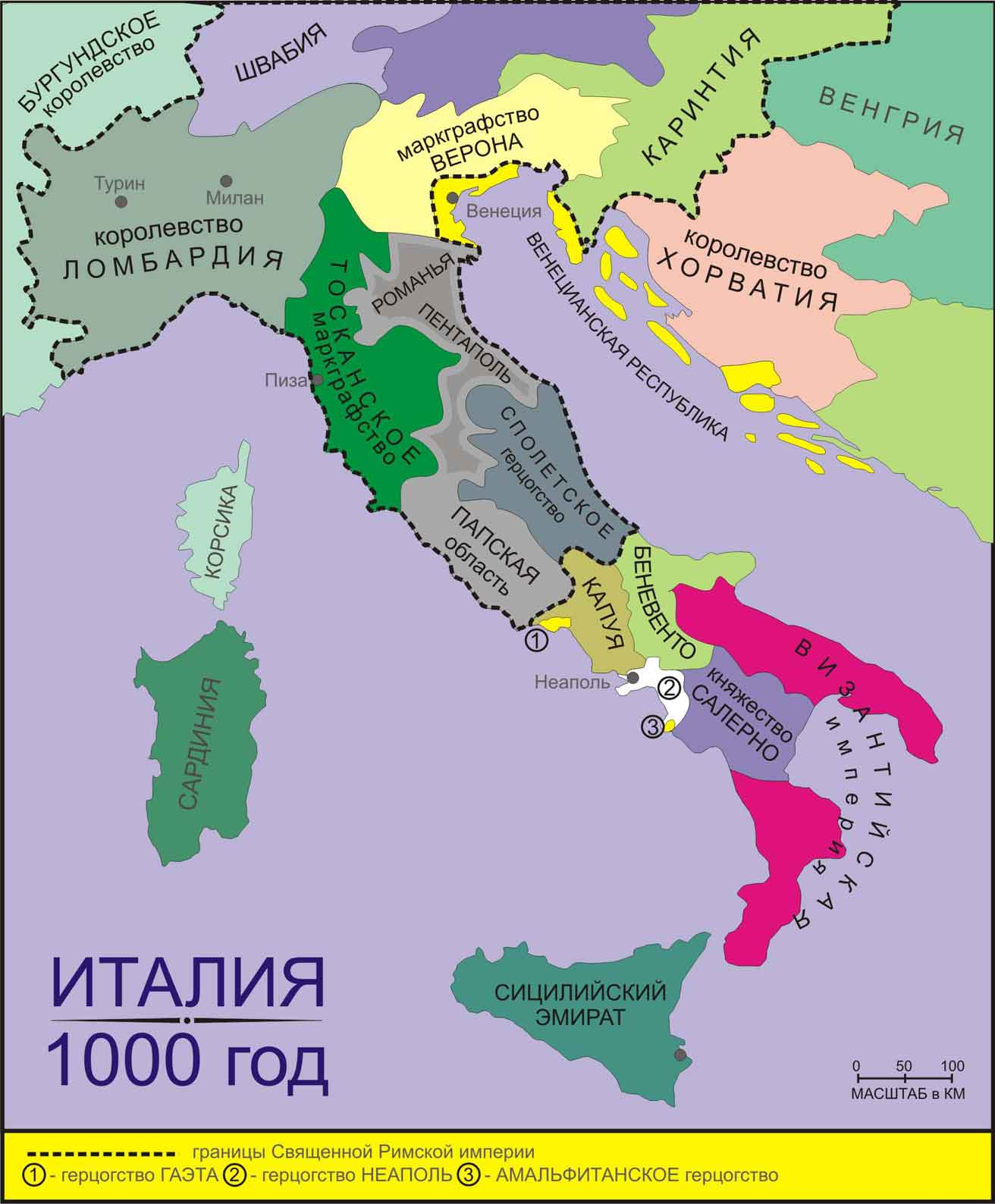
Италия в 1000 году

При приближении армии Генриха II в лагере Ардуина 18 апреля 1004 года вспыхнул мятеж. Многие итальянские князья покинули со своими отрядами армию Ардуина и перешли на сторону Генриха II. Оставшаяся часть армии Ардуина Иврейского была деморализована, а сам король с приближёнными ему вельможами бежал. Король Генрих II вошёл в Верону без сопротивления. Ардуин решил избежать генерального сражения с немецким королём, которое могло бы состояться на левом берегу Бренты, возле Бассано. В результате этого сражения Ардуин сначала надеялся вернуть утраченные позиции, но почувствовав превосходство германских войск решил отступить.
Тем временем Генрих II быстро направился в Павию — традиционное место коронации правителей Италии. Там в церкви Сан-Микеле 14 мая 1004 года он был официально избран итальянским королём. На следующий день 15 мая 1004 года архиепископ Арнульф Миланский короновал его железной короной лангобардских королей.
После возвращения Генриха в Германию Ардуин, сначала скрывавшийся в горах, через некоторое время снова почувствовал себя королём в Верхней Италии и позволял себе подписывать королевские бумаги.
В октябре 1013 года армия германского короля собралась в Аугсбурге и спустя некоторое время двинулась в поход на Италию. Появление немецкого войска в Италии побудило Ардуина к отречению. Сознавая, что его силы против немецкой армии слишком слабы, он отступил в свою крепость и приказал посланникам передать Генриху II своё предложение, согласно которому Ардуин взамен на право владеть каким-нибудь одним графством в Италии клятвенно обещал отказаться от всех своих притязаний и даже в качестве гарантии выставлял в заложники своих сыновей. Однако Генрих II отверг его предложение и потребовал безоговорочной капитуляции. После этого он двинулся на Павию, где отпраздновал Рождество 1013 года. Затем направился в Равенну, где участвовал в работе синода, который назначил его сводного брата Арнульфа архиепископом Равеннским. После этого отправился в Рим, где папа короновал его императором Священной Римской империи.
Едва император Генрих покинул Италию и пересёк границу, как Ардуин снова начал возвращать, казалось бы, утерянные им позиции. Быстрыми ударами он захватил города Комо, Верчелли и Новарру и опустошил земли верных Генриху епископов. Епископу Льву Верчелльскому, верному соратнику Генриха II в Италии, чудом удалось спастись. Однако Ардуин недооценил ломбардийских епископов: те собрали в кулак свои силы и выступили под единым руководством имевшего большой военный опыт маркграфа Бонифация Каносского. Он смог подавить восстание. Ардуин оказался в крайне бедственном положении, а когда к этому добавилась ещё и болезнь, полностью отказался от своих планов и бежал, переодевшись простым монахом, в аббатство Фруттуариа.
Ардуин умер 14 декабря 1015 года в аббатстве Фруттуария (ит.). Саркофаг Ардуина нашёл своё место в непосредственной близости от главного алтаря монастырской церкви. Вскоре после смерти короля его могила стала местом паломничества. Итальянцы, среди которых господствовал антиимперский дух, почитали короля как святого. Позже, во времена Контрреформации, аббат Ферреро предал Ардуина анафеме. Предание анафеме означало невозможность находиться в священной земле. Аббат рассказал историю князю Филиппо Альи, тот извлёк останки из саркофага и повелел отправить их в костел Д’Альи. Там они оставались более ста лет. В XIX веке в стене крепостной часовни костела Ди Мазино соорудили нишу, куда и поместили гроб с прахом Ардуина. С тех пор он покоится там.

## В технике
Название компании и платформы Arduino происходит от названия одноимённого бара в Иврее, часто посещавшегося учредителями проекта, который, в свою очередь, был назван в честь короля Италии Ардуина Иврейского.